# Frozen (canción de Madonna)
«Frozen» es una canción interpretada por la cantante estadounidense Madonna, incluida en su séptimo álbum de estudio, Ray of Light (1998). Las compañías Maverick y Warner Bros. la publicaron el 23 de enero de 1998 como el sencillo principal del disco; posteriormente, figuró en los grandes éxitos GHV2 (2001) y Celebration (2009). Fue compuesta por Madonna y Patrick Leonard, mientras que la producción estuvo a cargo de ambos junto con William Orbit. «Frozen» supuso una dirección musical nueva para la cantante en comparación con sus anteriores trabajos discográficos. Es una balada electrónica de tempo medio, cuya letra trata sobre un hombre de corazón frío y sin emociones.
En términos generales, obtuvo elogios de críticos, académicos y periodistas, quienes resaltaron la composición, producción y voz de Madonna y la reconocieron como una de las canciones más destacadas de Ray of Light y de su carrera. Desde el punto de vista comercial, alcanzó la primera posición en Costa Rica, España, Finlandia, Grecia, Honduras, Hungría, Italia, Polonia y Reino Unido, así como a los diez primeros en más de diez países, y recibió varias certificaciones de oro y platino. En Estados Unidos, ocupó el segundo puesto en la Billboard Hot 100, por lo que Madonna pasó a ser la artista con la mayor cantidad de sencillos número dos, con un total de seis.
El videoclip se filmó en el desierto de Mojave, en California, bajo la dirección de Chris Cunningham. Madonna luce un vestido negro largo y las manos cubiertas de tatuajes de alheña y el símbolo Om en una de sus palmas. A lo largo del vídeo, se transforma en una bandada de cuervos y en un perro negro. En la 15.ª entrega de los MTV Video Music Awards, recibió el premio a mejores efectos especiales. Presentó la canción en varios programas de televisión y eventos como parte de la promoción y la incluyó en el repertorio de las giras mundiales Drowned World (2001), Re-Invention (2004), Sticky & Sweet (2009) y Madame X (2019-2020).
Tras su publicación, varios artistas interpretaron una versión, tales como los solistas Jeff Scott Soto, Tori Amos y Labrinth y las bandas Mad'House y Thy Disease, entre muchos otros. En noviembre de 2005, un juez de Bélgica dictaminó que era un plagio de «Ma vie fout le camp», del compositor Salvatore Acquaviva, por lo que se prohibió su venta y transmisión en la televisión y radios del país. No obstante, el fallo fue revocado en febrero de 2014 luego de que el equipo de la artista interpusiera un recurso contra la sentencia y puso fin a una restricción que duró poco más de ocho años.

## Antecedentes
Entre 1996 y 1998, Madonna pasó por una serie de experiencias que le «cambiaron la vida», entre ellas el nacimiento de su hija Lourdes «Lola» Leon, su interés por el yoga, el misticismo oriental y la cábala, así como el papel protagónico de Eva Perón en la adaptación cinematográfica del musical Evita, dirigida por Alan Parker. En 1997, empezó a trabajar en su séptimo álbum de estudio Ray of Light; para ello, compuso canciones con William Orbit, Rick Nowels, Patrick Leonard y Babyface con el propósito de que reflejara los «cambios de perspectivas» en relación con su vida personal. Joan Anderman del Boston Globe señaló que se trataba de un «disco dance profundamente espiritual», cuyo meollo se basaba en «liberarla de una carrera construida sobre imágenes recogidas e identidades cultivadas». La maternidad había suavizado emocionalmente a la artista, lo que se reflejaba en las canciones. En este sentido, ideó conceptos y usó palabras que implicaban pensamientos más profundos y personales, en lugar de las melodías típicas de música dance que había compuesto anteriormente. De manera similar, Tom Ewing de Freaky Trigger explicó que en aquella época se encontraba en su fase «más espiritual», y a medida que crecía su interés por el misticismo y la cábala, las letras adquirían un enfoque «menos situacional y más universal». En una entrevista con la revista Q, expresó que la maternidad la llevó a «buscar respuestas a preguntas que nunca antes me había hecho».
Madonna trabajó principalmente con Orbit luego de que Guy Oseary, socio de la discográfica Maverick, se contactara con él y le solicitase algunas melodías para la cantante; le envió una cinta de audio digital de trece pistas, entre las cuales se encontraba «Frozen». A los cinco días, ella se comunicó con el productor y le confirmó que ya había empezado a escribir letras basándose en sus pistas y que estaba interesada en colaborar con él. Era gran admiradora de los discos del productor y de las remezclas que había creado para sus sencillos anteriores; agregó: «Estaba interesada en fusionar una especie de sonido futurista, pero también usar muchas influencias indias, marroquíes y cosas así. Quería que sonara viejo y nuevo al mismo tiempo», con un ambiente «orquestal [y] muy romántico». Se inspiró en la película de drama británica-italiana The Sheltering Sky (1990), dirigida por Bernardo Bertolucci, que trata sobre una pareja que intenta salvar su matrimonio durante un viaje a África. Mientras aún trabajaba con Leonard en algunas de las pistas, le pidió que le diera una melodía con un «toque tribal, algo realmente exuberante y romántico». Así, compusieron la melodía en la cinta de audio digital y grabaron la maqueta, cuya duración se extendió a más de diez minutos debido a que ella seguía añadiendo letras.

## Grabación
Producida por Madonna, Leonard y Orbit, la grabación de «Frozen» —así como el resto del álbum— tuvo lugar en los estudios Larrabee North de Universal City (California) mientras que la masterización en Sterling Sound (Nueva York), a cargo de Ted Jensen. Leonard añadió arreglos adicionales, Marius de Vries tocó el teclado y se encargó de la programación y Craig Armstrong del arreglo de cuerdas. Por último, la ingeniería quedó a cargo de Pat McCarthy, David Reitzas, Jon Englesby, Mark Endard y Matt Silva. La cinta de audio digital contenía la mayor parte de la grabación, así como primeras sesiones grabadas en la casa de Madonna en Nueva York y en los estudios Hit Factory, donde la cantó por primera vez. Como casi todo el disco, se grabó en un sintetizador Roland Juno-106. Tanto en «Frozen» como en «Drowned World/Substitute for Love», la pista que abre el álbum, se escuchan efectos «vibrantes» y de eco, algunos muy «ajustados» al tempo y otros más sueltos al ritmo. Además, cuenta con un fill de batería «extra expresivo», efecto que Orbit creó con filtros de audio a partir de pequeños fragmentos. En una entrevista con la revista Keyboard, comentó que hubo un par de sesiones de batería en Los Ángeles, pero no funcionó, por lo que se puso en contacto con el británico Fergus Gerrand, quien tocó la batería en Londres. Orbit los unió en su estación de trabajo de audio digital y los cortó manualmente, en vez de usar un software de autoedición como ReCycle.
A pedido de Madonna, De Vries fue contratado al final para agregar la programación. Según él, la intérprete sintió que la canción no había alcanzado «todo su potencial», por lo que en un día y medio de trabajo programó algunos ritmos y efectos en un Pro Tools Digidesign y le dio la cantidad adecuada de detalles y texturas necesarias sin saturar el resultado final. En la biografía Madonna: Like an Icon (2007) de la autora Lucy O'Brien, profundizó: «Soy bastante teatral en mi producción. Camp, dirían algunos. Intento conscientemente hacer que cada sonido haga algo, maximizar el efecto de cada sonido. A riesgo de saturar un disco, es necesario que haya ganchos sonoros que tengan menos que ver con la melodía que con el sonido y la dinámica». Tom Ewing de Freaky Trigger indicó que la programación electrónica y de batería eran «extraordinariamente abstractas: una especie de enfoque dub frío y sin bajo, donde los espacios y los ecos importan tanto como los ritmos, que se extienden bruscamente como grietas inesperadas en una superficie congelada. Necesitan las cuerdas de Armstrong para mantener la canción unida. Y estas a su vez —un mar oscuro y ártico de olas y crestas— necesitan que los ritmos suenen más peligrosos que reconfortantes».

## Composición
En comparación con sus anteriores trabajos discográficos, Erotica (1992) y Bedtime Stories (1994), en los que Madonna había incursionado en el pop con un sonido más maduro, «Frozen» significó una nueva dirección musical para la cantante, al profundizar en la música dance de una manera «profundamente espiritual». Su voz se mostró entrenada y más sobria e interpreta la canción con «delicadeza consciente», fruto de una madurez musical y una calidad operística. Es una balada electrónica de tempo medio con un sonido de sintetizadores, teclados y cuerdas producido en capas múltiples, a cargo de Armstrong. El crítico Greg Kot del Chicago Tribune la describió como una balada «misteriosa» de techno-pop, y Lucy O'Brien observó que tenía un ambiente «tenso y teatral», con tonos «delicadamente cambiantes», donde pasa de la «dulzura líquida al drama helado». Para J. Randy Taraborrelli, autor de Madonna: An Intimate Biography (2001), las melodías vocales y los acentos musicales se caracterizaban mejor como marroquíes. Según la partitura publicada en Musicnotes por Alfred Publishing Co. Inc., se establece en un compás de 4/4 con un tempo moderado de 102 pulsaciones por minuto. Está compuesta en la tonalidad de fa menor y su registro vocal se extiende desde las notas fa3 a la bemol4. Sigue una progresión armónica de fa menor—mi bemol—re bemol7—fasus en la introducción.
Inicia con un riff de cuerdas de estilo clásico y austero en un nivel bajo, mientras la progresión armónica enfatiza los acordes tónicos, subdominantes, submediantes y aplanados. Para la segunda frase, que incluye un crescendo dramático, el ritmo y los efectos electrónicos ambientales se agregan gradualmente para realzar la vibra «misteriosa» de la canción. En la primera estrofa, canta en un registro medio You only see what your eyes want to see («Solo ves lo que tus ojos quieren ver») y luego desciende a fa1 para resaltar la línea del estribillo You're frozen, when your heart's not open («Estás congelado, cuando tu corazón no está abierto»). Este cambio repentino a un registro más bajo aumenta el dolor implícito en el estribillo, donde se incorporan ritmos dance orientales y sonidos ambientales a medida que Madonna varía a un estilo vocal «más controlado, mientras conserva una cierta pasión» en el gancho If I could melt your heart («Si pudiera derretir tu corazón»). En la segunda estrofa se aprecian imágenes textuales más «viscerales», especialmente en el verso Love is a bird, she needs to fly («El amor es un pájaro, necesita volar»), y durante el puente una línea de cuerdas «amplia» y casi operística proporciona un comentario instrumental sobre la letra. La coda es una combinación de voces, ritmos techno y riffs de cuerdas, y finaliza con un ostinato de cuerda que se desvanece, sin resolver completamente el acorde tónico. Santiago Fouz-Hernández y Freya Jarman-Ivens, autores de Madonna's Drowned Worlds: New Approaches to her Cultural Transformations, 1983-2003 (2004), comentaron que contiene muchas alusiones a la música clásica, desde riffs de cuerdas y progresiones armónicas clásicas hasta su voz «sobria», que carece de vibrato, lo que recuerda al canto sagrado medieval. Más aún, señalaron que la composición evocaba obras del período romántico —en especial de la música neorromántica— como Adagio para cuerdas (1938) de Samuel Barber, así como la ópera romántica con piezas como Madama Butterfly (1904) de Giacomo Puccini y Aida (1872) de Giuseppe Verdi.
La letra ha sido objeto de análisis por varios críticos y periodistas. En un sentido general, trata sobre un hombre de corazón frío y sin emociones, lo que refleja, según Hernández e Ivens, «la fascinación de Madonna por aquellos que se niegan a comunicar sus verdaderos sentimientos», un asunto ya recurrente en «Express Yourself» (1989) y «Take a Bow» (1994). Taraborrelli opinó que el tema principal era el crecimiento espiritual en una persona que no parece quererlo, y Francesco Falconi, autor de Loco por Madonna. La Reina del Pop (2017), lo consideró un himno al amor y a las dificultades para expresar ese sentimiento. Para Ewing de Freaky Trigger, el escenario en «Frozen» es «simple» y se expresa en los términos «más amplios» e incluso aforísticos posibles, como en la línea let all the hurt inside of you die («deja que todo el dolor que llevas dentro muera»), que según el crítico se manifiesta más «como un gurú que como un ex». Samuel R. Murrian de Parade señaló que explora el vacío que uno siente cuando no está dispuesto a conectarse y ser vulnerable. De acuerdo con Rikky Rooksby en The Complete Guide to the Music of Madonna (2004), los sentimientos de represión emocional que se exponen reciben «poder y dignidad» por el enfoque de la música, mientras que Jon Pareles de The New York Times indicó que «insta a un amigo a dejar atrás el pasado». En una entrevista con el mismo periódico, la intérprete expresó que se basaba en «represalias, venganza, odio, arrepentimiento. Todo el mundo va a decir, "esa es una canción sobre Carlos" [su expareja], pero en realidad no lo es; trata de la gente en general». En otro análisis, Fouz-Hernández y Jarman-Ivens opinaron que, como sucede con muchas de sus canciones, «Frozen» podría emplear un subtexto gay. En este sentido, sugieren que la letra «resuena» para muchos gais y lesbianas que se han acercado a sus padres o a otros seres queridos, pero fueron rechazados o incluso «expulsados». Madonna se dirige a los padres homofóbicos cuando afirma varias veces la frase «estás congelado, cuando tu corazón no está abierto».

## Publicación y filtraciones
Las compañías Maverick y Warner Bros. Records publicaron «Frozen» como el sencillo principal de Ray of Light. Primero fue enviado a las radios internacionales el 23 de enero de 1998, con un lanzamiento físico programado para el Día de San Valentín y posterior promoción en las radios estadounidenses para el 19 de febrero. Una copia llegó a la estación austríaca CHR Ö3 envuelta en hielo seco, que no debía descongelarse hasta su estreno oficial, por lo que una hora antes de que saliera al aire fue entregada al presentador del programa matutino, Hary Raithofer, y se transmitió según lo programado, a las 07.04 a. m. Sin embargo, dos días después —25 de enero— un sitio web no oficial de Singapur llamado The Singapore Madonna Link —operado por seguidores de la cantante— grabó el tema cuando una radio local lo transmitió y luego filtró a Internet un fragmento de baja calidad. Al comienzo podía escucharse la voz de un DJ y los fanáticos que publicaron el mensaje por primera vez dijeron que sabían que lo que estaban haciendo era incorrecto, pero esperaban que simplemente generara interés en Madonna. Al poco tiempo, la página recibió más de 140 000 visitas y hubo cerca de una docena de filtraciones en las principales radios de Estados Unidos desde el 26 de enero. Andy Shane, asistente de la estación WKTU de Nueva York que transmitió la canción, comentó que la recepción del público había sido favorable, a tal punto que «la gente llamaba sin parar pidiendo escucharla». Por su parte, Erik Bradley, director musical de WBBM de Chicago, confirmó una respuesta similar de los oyentes cuando la reprodujo el 7 de febrero; al respecto, declaró: «La gente se está volviendo loca. Es un disco convincente que no puedes apartar de tu mente después de escucharlo. Esa es la marca de un éxito. Claramente, la radio pop estadounidense necesita a Madonna». Poco después de la filtración en Singapur se publicó una remezcla de «Frozen», que la BBC de Reino Unido había transmitido, junto con la letra y la portada de Ray of Light, y apareció en la banda sonora del desfile de moda de primavera de Versace. De acuerdo con Jon Uren, director de mercadotecnia de Warner Music Europe, el apoyo inicial también había sido favorable en el continente.

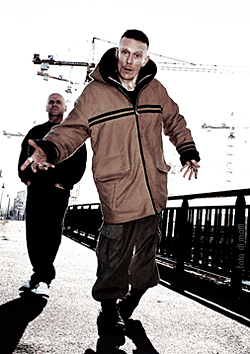
La banda inglesa Stereo MCs produjo una remezcla de «Frozen» que se incluyó en las ediciones del maxisencillo en CD y en el vinilo de 12"

A pesar de ello, en un intento por detener las descargas ilegales, Warner Bros. contrató a la Unidad Antipiratería de la Recording Industry Association of America (RIAA), que extendió sus horas de trabajo para rastrear aquellos sitios web que filtraban material no autorizado de otros artistas musicales. Aunque se sospechó que podría haber sido un truco publicitario por parte de la discográfica, Bob Merlis, vicepresidente sénior de comunicaciones mundiales de Warner, clarificó que no se trataba de una estratagema, sino de propiedad robada, y añadió que tomarían acciones legales contra aquellos que ofrecieran la canción de manera gratuita. Finalmente, el sello envió un correo electrónico al operador del sitio en Singapur, Jason Christopher Goh, quien eliminó el enlace tres días después de haberlo subido, pues de lo contrario habría enfrentado una multa de 100 000 USD, según la RIAA. En Estados Unidos, la fecha para las radios se adelantó al 13 de febrero y Warner repitió la estrategia de entregar el sencillo dentro de un refrigerador portátil cubierto de hielo seco, que Theda Sandiford-Waller de Billboard definió como «ingeniosa». La misma promoción se extendió a Canadá, donde un bloque de hielo con el CD llegó a CHFI-FM de Toronto, entre otras emisoras. En el momento de su lanzamiento, la marca de helados estadounidense Häagen-Dazs había solicitado utilizar «Frozen» para un comercial, pero el proyecto no prosperó debido a las cualidades «sobrenaturales» de la canción, lo que para la empresa resultaba «inadecuado» para la promoción de helados. Este hecho apareció en unas líneas escritas por el periodista Dan Cadan en los créditos del grandes éxitos de Madonna GHV2 (2001); según él, la empresa Ben & Jerry's también habría rechazado la pista.
«Frozen» salió al mercado en cuatro formatos físicos: CD, casete y vinilos de 7" y 12"; «Shanti/Ashtangi», también de Ray of Light, se añadió como lado B en la mayoría de las ediciones. El CD se publicó en Australia y Europa el 14 de febrero, mientras que en Estados Unidos el 3 de marzo —misma fecha de Ray of Light— junto con el casete y el vinilo de 7". Para acompañar el lanzamiento, se crearon remezclas producidas por Orbit, el DJ Victor Calderone y la banda inglesa Stereo MCs, que figuraron en el maxi CD y en el vinilo de 12", disponibles desde el 24 de febrero en Australia y Europa y el 17 de marzo en Estados Unidos. José F. Promis de AllMusic comentó que la versión «magistral e hipnótica» de Stereo MCs avanza lentamente de una manera «casi trance», cuyo resultado es «tan bueno o mejor que la original». En el caso de «Extended Club Mix» de Calderone, señaló que transforma la melodía suave de la original en un número dance «frenético y majestuoso» de once minutos, y consideró que «Meltdown Mix» de Orbit era «vertiginosa, más fantasiosa y más relajada». El autor calificó a las remezclas de «excelentes» y agregó que cada una «funciona bien» con la interpretación de Madonna. Por su parte, Larry Flick de Billboard opinó que, aunque los productores habían hecho un buen trabajo al ajustar la melodía en un «himno uptempo», ninguna de las versiones podía «tocar» la principal. Años después, «Frozen» figuró en los grandes éxitos GHV2 y Celebration (2009).

## Recepción crítica
De acuerdo con el periodista español Popy Blasco, «Frozen» «levantó una gran expectación» tras su lanzamiento por la temática oriental y cabalística presente en la canción, así como en el resto de Ray of Light. En términos generales, obtuvo elogios de críticos, académicos y periodistas musicales, quienes resaltaron la composición, producción y voz de la cantante y la reconocieron como una de las mejores del disco y de toda su carrera. Por ejemplo, Stephen Thomas Erlewine de Allmusic la citó como una de las más sobresalientes del material y añadió que contiene texturas «seductoras» y una base melódica «potente». Rikky Rooksby la nombró la más destacada y una de las más importantes en su carrera, además de una «magnífica pieza de pop». Sal Cinquemani de Slant Magazine, que la calificó con una «A», escribió que era «una obra maestra del pop al nivel de "Like a Prayer"» y una de las mayores de la década de 1990, con una letra sencilla, pero cuya declaración era «profunda en su claridad». J. Randy Taraborrelli la llamó «simple, pero majestuosa», y Rob Sheffield de Rolling Stone aprobó su «melancolía gélida». Larry Flick de Billboard la consideró «tan grandiosa como puede serlo» y remarcó cuando Madonna «sucumbe a la ráfaga de las cuerdas orquestales» cerca del final y suplica if I could melt your heart.
La interpretación vocal, la composición y la producción recibieron comentarios favorables de la crítica. Francesco Falconi elogió tanto el estribillo «pegadizo» como el sonido complejo y reconoció las mejoras vocales de la intérprete y su capacidad para escribir letras. Tom Ewing de Freaky Trigger observó cómo Madonna se contiene «gentil y tristemente, incluso en el estribillo, como si el corazón de su amante fuera realmente una escultura de hielo frágil, algo que la presión o la ira podrían romper», lo que hace que sea tan importante para ella como lo fueron sus trabajos de los años 1980. Lo denominó un «regreso perfecto, sino un sencillo perfecto» y alabó el trabajo de Orbit y Armstrong. Sebas E. Alonso de Jenesaispop lo seleccionó dentro de lo mejor del material y recalcó los «espectaculares arreglos orquestales» de Armstrong. Del mismo modo, Rooksby reconoció que aquel merecía crédito por el arreglo de cuerdas y que los toques de sintetizador y las cuerdas se asemejaban a un tema de James Bond. Cinquemani finalizó que la melodía «fascinante» de Madonna y Leonard y los arreglos de cuerdas «cinematográficos» se impulsan por los fills de batería «expresivos» y los efectos electrónicos «vibrantes» de Orbit. En su opinión al recopilatorio GHV2, Charlotte Robinson de PopMatters dijo que era «un testimonio de la capacidad de Orbit para usar aparatos y magia electrónica no para alienar a los oyentes, sino para atraerlos». David Browne de Entertainment Weekly sostuvo que la yuxtaposición de ritmos y cuerdas otorgaban un melodrama «que a menudo es impresionante». Joan Anderman del Boston Globe declaró que su alcance filosófico comenzaba a exceder su dominio como compositora, y solo «Frozen» lograba un estado de «balada divina» que recordaba el tono emocional y la «belleza reluciente» de «Live to Tell» (1986) con una sección de cuerdas «oscura y exuberante». Fouz-Hernández y Jarman-Ivens explicaron que muestra de manera clara su evolución musical y revela su profundidad artística. Asimismo, acordaron que al emplear un registro vocal más bajo, armonías, instrumentos y letras «expresivas», emerge como su canción más «operística», un aria en forma popular.
En reseñas similares, José F. Promis de Allmusic la describió como una épica «fría y gélida», y Lucy O'Brien como una épica «apropiada», además de uno de los momentos más relevantes de la cantante. Ignacio D'Amore y Mariano López, autores de la Enciclopedia Gay (2012), distinguieron la letra «épica y sentenciosa, mezcla de súplica y desdén», mientras que Hal Marcovitz, en su biografía de Madonna, la calificó como una súplica «conmovedora» para que las personas se preocupen por los demás. Para J. D. Considine de The Baltimore Sun, se trató de una balada «centrada en la palabra y con matices emocionales». Tom Moon de The Philadelphia Inquirer indicó que «prescinde algo de la sabiduría que en su momento la chica material había adquirido», en relación con los versos You're so consumed with how much you get, you waste your time with hate and regret. You're broken, when you're heart's not open («Estás tan consumido con cuánto obtienes, pierdes tu tiempo con odio y arrepentimiento. Estás roto, cuando tu corazón no está abierto»). Aunque Guillermo Alonso de la edición española de la revista Vanity Fair elogió su voz por sonar «nueva, bonita e irreconocible», criticó la duración de más de seis minutos y resumió que «hacia el final ya resulta un auténtico coñazo». Stephen Thompson de The A.V. Club otorgó un comentario variado y mencionó que era un «primer sencillo grande y evocador», a pesar de contener versos como Love is a bird, she needs to fly. Sin embargo, NME fue más crítico y lo desestimó al llamarlo «otro montón de sus viejas y llorosas tonterías de siempre».
En críticas retrospectivas, Rob Copsey de la Official Charts Company manifestó que el sonido de electrónica ambiental característico de Orbit resultó ser la «combinación perfecta» para la artista, lo que resultó en una declaración «grandiosa, pero sencilla» sobre su nueva perspectiva de la vida. En un artículo por el decimoquinto aniversario del álbum, Stephen Sears de Idolator realzó las cuerdas «oceánicas» y los sintetizadores, así como su voz «vulnerable, casi susurrante», y admitió que ninguna de sus baladas había tenido «tanto peso emocional» desde «Live to Tell», creada esta vez con un «nuevo nivel de grandeza sonora». De la revista Attitude, Matthew Barton la llamó una «joya magistral» con un arreglo de cuerdas «majestuoso» y una producción «glacial y escalofriante» que recuerda a Homogenic (1997) de Björk en su drama «romántico y exuberante». En un conteo sobre sus mejores discos, donde Ray of Light logró el primer lugar, Néstor Villamor de The Objective lo clasificó como uno de sus sencillos «más legendarios». Gabriel Orqueda de la revista argentina Silencio expresó que su voz era más suave y concentrada, con una «grandilocuencia casi operística». Por último, Gonzalo Cordero de la edición española de Esquire dijo que era su «himno más trascendental», así como una de las canciones «más atípicas e interesantes» de toda su discografía y concluyó: «La combinación de cuerdas clásicas y sintetizadores, el estribillo con reminiscencias de mantra oriental, el crescendo orquestal y emocional... Madonna logró helarnos el corazón y aún no se nos ha terminado de derretir».

## Reconocimientos
La American Society of Composers, Authors and Publishers (ASCAP) honró a «Frozen» como una de las canciones más escuchadas de 1998 en las entregas de los ASCAP Pop y ASCAP Rhythm & Soul Awards, celebradas el 17 de mayo de 1999 en Los Ángeles; ambos premios fueron otorgados a Madonna y Leonard como compositores y a las editoras musicales No Tomato Music, Warner Chappell Music y Webo Girl Music Publishing. En mayo de 2018, Billboard lo clasificó en el puesto 31 de los mejores sencillos de 1998; Frank Digiacomo de la publicación lo definió como una «obra maestra del electropop que posiblemente ha envejecido mejor que cualquiera de sus éxitos desde entonces». Asimismo, comentó que tanto la letra como la interacción «fresca, exuberante y envolvente» de sintetizadores, cuerdas y percusiones orientales presentaron a una Madonna «más sabia y madura, que aún permanece en lo más alto». En la lista de las 58 mejores canciones de la década de 1990, la revista Elle la calificó en la posición 53 y escribió que la «decana de la pista de baile se quedó pensativa con esta melodía gélida sobre una historia de amor tóxica». El Salón de la Fama de los Compositores afirmó que se había convertido en un «clásico» de la música pop, entre varios otros de sus temas. En una entrevista con Rolling Stone, Adele explicó que para la creación de su tercer álbum de estudio, 25 (2015), se inspiró en Ray of Light y quedó «particularmente cautivada» con «Frozen», que le permitió ganar confianza y «probarme de nuevo».
Las revistas Rolling Stone y Q solicitaron a sus lectores que votaran los mejores sencillos de Madonna y «Frozen» quedó en los puestos seis y diez, respectivamente. Mayer Nissim del periódico en línea PinkNews y Jude Rogers del diario The Guardian la nombraron su séptima mejor canción: Nissim dijo que se trataba de «una maravilla del pop electrónico impulsada por la maternidad y el misticismo», mientras que Rogers declaró que combinaba «las diferentes temperaturas del pop de los 90 de manera asombrosa: el frío vacilante de la electrónica de William Orbit con el calor polvoriento y cinematográfico de las melodías y cuerdas del norte de África». En septiembre de 2013, Scott Kearnan de Boston.com lo incluyó en el décimo puesto de sus treinta sencillos más significativos: elogió los elementos electrónicos y las percusiones que fueron «innovadores hace quince años, y todavía hacen que suene genial hoy». Ed González de Slant Magazine también lo consideró el décimo más distinguido de su discografía y aplaudió la interpretación vocal, la producción y el «paisaje» electrónico «cargado de cuerdas». Figuró dentro de sus veinte mejores sencillos en listas de Huffington Post (13), Jenesaispop (14) y Entertainment Weekly (18).

## Recepción comercial

### América
«Frozen» obtuvo airplay en 161 estaciones de radio y el 28 de febrero de 1998 debutó en el puesto 31 de la lista Hot 100 Airplay con 25.9 millones en audiencia. En la semana siguiente logró un incremento del 62 %, equivalente a 42 millones de oyentes en 187 estaciones reportadas, y ascendió al doce. Tras su lanzamiento comercial, vendió 42 000 copias en los primeros siete días, lo que le permitió ingresar en la decimoséptima posición del conteo de ventas físicas Hot 100 Singles Sales y en la octava del Billboard Hot 100 en la edición del 21 de marzo. En este último, fue su segundo tema en entrar directamente a los diez primeros e igualó el debut de «You'll See» en diciembre de 1995. Además, obtuvo su 36.º top 40, la segunda con la mayor cantidad entre las artistas femeninas después de Aretha Franklin, y extendió su récord de la solista con más entradas a las diez primeras posiciones con un total de 31, superada únicamente por The Beatles (34) y Elvis Presley (38). A excepción de 1988, Madonna colocó un sencillo dentro de los diez principales en cada año desde 1984. Dos semanas después —el 4 de abril— alcanzó la segunda posición detrás de «All My Life» del dúo K-Ci & Jojo, de manera que pasó a ser la artista con más números dos con un total de seis —tras «Material Girl» (1985), «Causing a Commotion» (1987), «Express Yourself», «Cherish» (1989) y «I'll Remember» (1994)— y desempató con Creedence Clearwater Revival y The Carpenters; en 2019, Taylor Swift igualó este récord con «You Need to Calm Down», de su álbum Lover. Se enviaron 500 000 unidades a los comercios minoristas y, dado que para el 11 de abril la mitad ya se había vendido, Theda Sandiford-Waller de Billboard aseguró que no había probabilidades de que alcanzara la cima. De haberlo logrado, habría empatado con Mariah Carey como las solistas con más sencillos en el primer puesto, con doce. Permaneció en total veinte semanas y para fin de año ocupó el número 32.
En la misma edición del 4 de abril, alcanzó la séptima posición en la lista de radios y la décima en la de ventas físicas, y el 25 de ese mes llegó a la primera en la Dance Club Songs —el decimonoveno número uno de Madonna— donde permaneció dos semanas seguidas. Además, ocupó la segunda casilla en Dance Maxi-Singles Sales, la cuarta en Pop Songs, la octava en Adult Contemporary, la novena en Adult Pop Songs y la decimoquinta en Rhythmic. En noviembre de 2008, Billboard lo clasificó en el 96 de los cien sencillos más exitosos de Warner Bros. Records en el Hot 100, y en agosto de 2015 quedó en el puesto 25 de los cuarenta mayores éxitos de Madonna. «Frozen» también ingresó a listas de otras publicaciones musicales del país. En Gavin Report, se ubicó en el segundo lugar de los cuarenta principales, por detrás de «My Heart Will Go On» (1997) de Céline Dion, mientras que llegó al cuarto en el conteo Adult Contemporary y al quinto en Hot A/C. Por su parte, en la revista Radio & Records logró el cuarto puesto en la lista de radios pop —abreviada como CHR/Pop— y el octavo, noveno y decimoséptimo en Adult Contemporary, Hot/AC y Rhythmic, respectivamente. El 30 de abril de 1998, la Recording Industry Association of America (RIAA) lo certificó con un disco de oro por 500 000 unidades vendidas, su 17.º sencillo en lograr tal hazaña; con ello, se convirtió en la segunda solista en tener la mayor cantidad de discos de oro, superada por Janet Jackson con 18 en ese momento. Para fin de año, había superado los 600 000 y fue el 65.º sencillo con más transmisiones en las radios, con un total de 92 618 reproducciones.
En Canadá, «Frozen» ingresó a cuatro listas musicales, tres en la revista RPM y una en la de SoundScan, publicada en Billboard. En esta última, el doble lado A «Candle in the Wind»/«Something About the Way You Look Tonight» de Elton John impidió que llegara a lo más alto. Tampoco pudo liderar el conteo Top 100 Tracks de RPM: el 20 de abril, en su octava semana, ascendió hasta el segundo puesto por detrás de «Torn» (1997) de Natalie Imbruglia. Cosechó un recibimiento similar en la lista de adulto contemporáneo, donde se situó en el número tres, después de «My Father’s Eyes» de Eric Clapton y «Truly Madly Deeply» de Savage Garden. En los conteos anuales de Adult Contemporary y Top 100 Tracks, logró los puestos doce y quince, respectivamente. El 11 de mayo, las remezclas de «Frozen» llegaron hasta el diecisiete en la sección dance de dicha revista. De acuerdo con el diario El Siglo de Torreón, fue la canción más popular en las radioemisoras de países centroamericanos como Honduras y Costa Rica.

### Europa y otros países

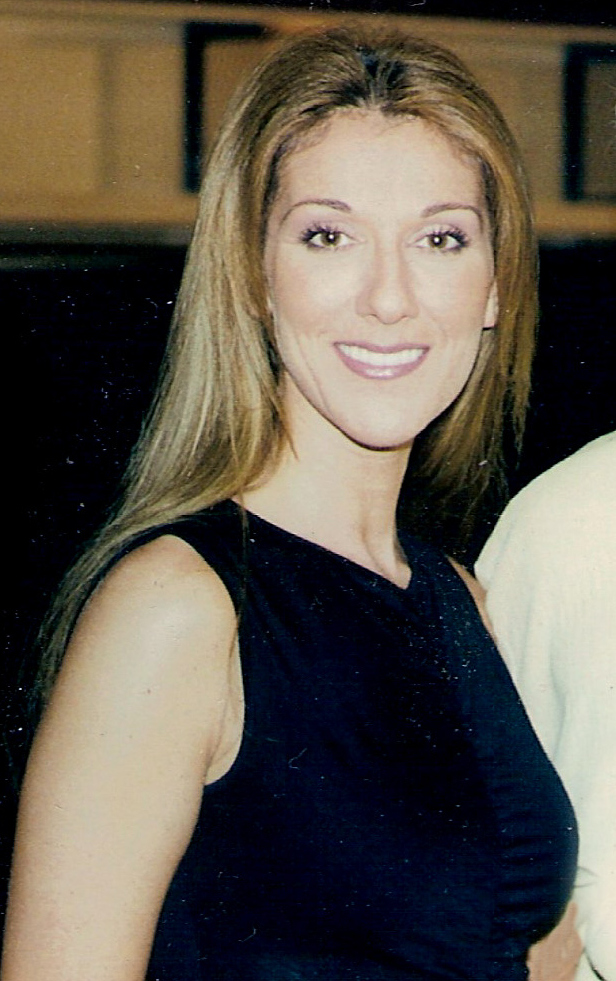
En la Eurochart Hot 100 Singles de la revista Music & Media, «My Heart Will Go On» de Céline Dion (fotografía) evitó que «Frozen» alcanzara la primera posición de la lista

En su primera semana de transmisión en Europa, fue agregado a la lista A de la BBC Radio 1 e ingresó a los conteos radiales en Alemania, Francia y Países Bajos. Recibió airplay en 63 estaciones del continente, con gran aceptación en Alemania, Dinamarca, Italia y Suiza, y el 14 de febrero ingresó en la novena posición de la European Radio Top 50 de la revista Music & Media, lo que significó el mayor debut desde su creación a principios de 1997. Tras tres ediciones, llegó a lo más alto, donde se mantuvo por nueve semanas consecutivas, la mayor cantidad desde «(Everything I Do) I Do It for You» (1991) de Bryan Adams (12 semanas), y finalizó como el tercer sencillo más reproducido en las radios europeas, solo detrás de «Life» de Des'ree y «Truly Madly Deeply» de Savage Garden. El éxito continuó en el European Dance Traxx, donde fue su primer número uno y permaneció cinco semanas seguidas allí. Por su parte, en la Eurochart Hot 100 Singles, que se basa en las canciones más vendidas de la semana, «My Heart Will Go On» de Céline Dion evitó que llegara a la cima en la edición del 7 de marzo. A pesar de ello, tuvo un buen rendimiento comercial y finalizó como el quinto tema más exitoso del año.
En el UK Singles Chart, fue su primer número uno en ocho años desde «Vogue» (1990) —el octavo en general— y el primero de su carrera que debutó directamente en la cima, con 196 604 copias vendidas en los primeros siete días. Estuvo en total trece semanas y se ubicó en el puesto 25 al finalizar el año. También logró una recepción favorable en el UK Dance Chart, donde ingresó en el tercer lugar el 1 de marzo. En marzo de 2019, más de veinte años después de su publicación, la Industria Fonográfica Británica (BPI, por sus siglas en inglés) lo certificó con un disco de platino por 600 000 copias; las ventas ascendían a 602 200 para abril de ese año, según datos de la Official Charts Company, y permanece como su undécimo sencillo más exitoso en el país. También llegó al primer puesto en Escocia, España, Finlandia, Grecia, Hungría, Italia y Polonia, y al segundo en Alemania, Austria, la región Valona de Bélgica, Francia, Noruega, Países Bajos, Suecia y Suiza. En la región Flamenca de Bélgica ocupó la tercera posición en el Ultratop 50 Singles y la décima en la categoría de música dance, y en el resto de los mercados europeos llegó a la cuarta en Dinamarca e Irlanda, a la undécima en Islandia y a la trigésima sexta en Ucrania, aunque en este último en la semana del 25 de junio de 2020.
En Australia, estuvo cinco semanas no consecutivas en la quinta casilla y dieciséis en total; finalizó como el 44.º sencillo más exitoso del año y la Australian Recording Industry Association (ARIA) lo certificó con un disco de oro tras vender 35 000 copias. Mientras tanto, en Nueva Zelanda debutó en el séptimo puesto y a la semana siguiente alcanzó el quinto. Por último, en Taiwán se ubicó en la segunda posición del conteo elaborado por la Federación Internacional de la Industria Fonográfica (IFPI).

## Vídeo musical

### Antecedentes

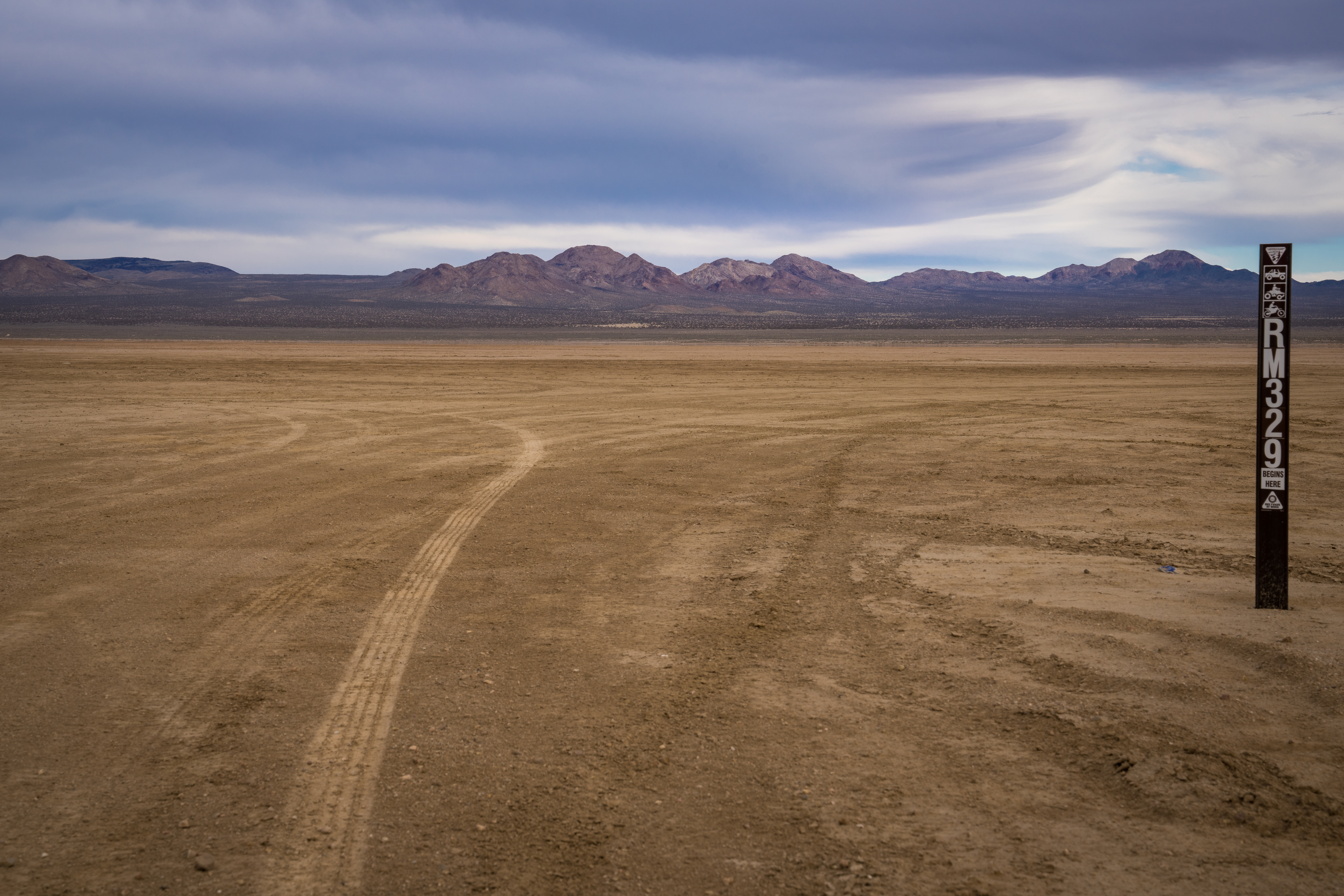
Vista del Cuddeback Lake, locación donde se filmó el videoclip

El videoclip de «Frozen» se filmó en el Cuddeback Lake, un lago seco del Desierto de Mojave (California), bajo la dirección del británico Chris Cunningham. El resto del personal incluyó a Nick Wrathall en producción para Black Dog Films, Darius Khondji —quien había trabajado anteriormente con Madonna en «Fever» (1993) y en Evita— como director de fotografía, Gary Knight en edición, Peter Savic en peinado, Joanne Gair en maquillaje, John Payne en posproducción y Steve Murgatroyd, Dan Williams, Steve Hiam y Anthony Walsham en efectos especiales. Madonna se interesó en colaborar con Cunninghman tras ver su trabajo en «Come to Daddy» (1997), del músico y DJ Aphex Twin, y comentó que tenía una «sensibilidad muy oscura», lo cual le atraía. Este declaró que fue su primera experiencia con un artista de «gran figura», lo que representó por consecuencia un gran presupuesto y recurrir a negociaciones. No obstante, afirmó que fueron los vídeos de la cantante los que lo motivaron a seguir una carrera como director; al respecto, agregó: «Hay un par que hizo que recuerdo haber visto y pensado, "eso es brillante". Recuerdo haber visto "Rain" cuando era un poco más joven y me pareció hermoso. Realmente elegante».
En una entrevista con Kurt Loder para MTV durante la filmación, Madonna se describió como una «criatura mística en el desierto y la reencarnación de la angustia femenina». Además, introdujo un alter ego llamado Veronica Electronica, una «encarnación espiritual» cuyo estilo, según Tamara Ikenberg de Los Angeles Times, era similar al gótico y comparable con el personaje ficticio Morticia Addams. El vídeo está inspirado en la película El paciente inglés (1997), dirigida por Anthony Minghella, así como en los trabajos de la bailarina Martha Graham y el autor Edgar Allan Poe. El belga Olivier Theyskens confeccionó el vestido de jersey con revestimiento negro que la cantante portó, que fue proporcionado por Arianne Phillips, la entonces nueva colaboradora de la artista. Además, utilizó una peluca de ese mismo color diseñada por el francés Jean-Paul Gaultier, a la que comparó con un «pulpo negro».

### Rodaje
| Cada vez que filmas algo, es una pesadilla, pero esto fue más una pesadilla comprometedora. Quiero decir que fue brillante de alguna manera porque es una gran intérprete, pero la escala y el presupuesto hacen que todo sea tan restrictivo. La ironía de cualquier vídeo de gran presupuesto es que cuanto más dinero tienes, menos puedes hacer porque cada paso tiene que ser reorganizado, discutido y explicado en reuniones interminables. —Chris Cunninghman para la revista Jockey Slut. |

El rodaje duró cuatro días, del 7 al 10 de enero de 1998. Para Cunningham, lo importante de la filmación fue concentrarse en la imagen de Madonna, es decir, en cómo se encontraba, así como captar el estilo y la forma en que se veía el vídeo. Remarcó que la artista permitió que la preparara y opinara sobre cómo se vería; añadió: «Era bastante buena. Definitivamente le gusta que la dirijan y deja que los directores hagan su trabajo. Fue muy respetuosa». Utilizó la tecnología de transformación para crear varias imágenes que resultaran atractivas, entre ellas, una toma en la que Madonna cae y, cuando golpea el suelo, se transforma en una bandada de cuervos. Esta última expresó que quiso ambientarlo en un desierto, pues tenía «muchos poderes místicos» y era un lugar «mágico» para estar, además de que le inspiraba «desolación y espiritualidad». No obstante, en un principio la idea era ir a un espacio donde hiciera mucho frío y hubiese nieve, por lo que se pensó en filmar en Islandia, pero luego cambió de parecer y profundizó:

Pensé, «sabes qué, me voy a congelar. Me voy a sentir miserable, me quejaré todo el día, lamentaré haber elegido un lugar tan frío». Así que dije, «hagámoslo en el desierto, hará calor», y al final fue todo lo contrario, porque aunque piensas que son calurosos, están congelados en el sentido de que no hay vegetación y están muy desolados. Pensé que de todas maneras funcionaría como imagen, pero cuando llegamos, hacía veinte grados bajo cero, era un frío gélido y yo estaba descalza. Estuve descalza durante toda la filmación y luego empezó a llover a cántaros y todos se enfermaron. Resultó ser una experiencia realmente desagradable.

El rodaje también supuso problemas y una «mala experiencia» en general para Cunningham; en una entrevista con Kelefa Sanneh para The New York Times, explicó: «Estaba tan emocionado de finalmente tener algo de dinero para hacer un vídeo, luego terminé en el desierto y hubo un monzón: llovió sobre el equipo, las cámaras se rompieron y terminé grabando cubierto con una manta, esperando lo mejor en la sala de edición». Además de que algunas de sus ideas no pudieron concretarse debido a la lluvia en los primeros días, se sintió frustrado con el trabajo en general, ya que quería que fuese mucho más elaborado en cuanto a efectos se refiere. En el folleto que acompañaba al DVD The Work of Director Chris Cunninghman (2003), comentó que el concepto original incluía «pilas masivas de cuerpos en el desierto», compuestos por múltiples Madonnas, que posteriormente iban a dividirse, romperse o transformarse en cuervos y luego en perros. Lo describió como un vídeo «muy de performance, pero uno realmente elaborado con Madonna, su vestimenta y cualquier forma que saliera de ella». Sumado a lo anterior, señaló que los efectos especiales utilizados eran de «mala calidad» y prefirió que el metraje final se hubiera centrado en la actuación «mística y temperamental» de la cantante. A raíz de las dificultades surgidas, juró no volver a trabajar con grandes artistas.

### Estreno y sinopsis

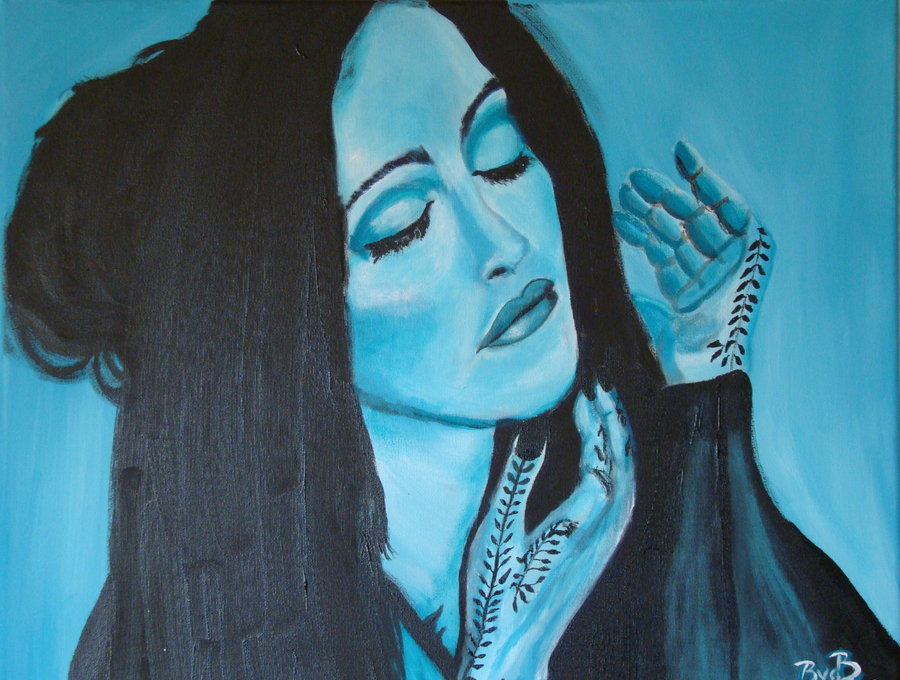
Pintura inspirada en el estilo y apariencia de Madonna en el videoclip de «Frozen»

«Frozen» tuvo su estreno oficial en MTV Europa el 12 de febrero de 1998 y cuatro días después, en el Día de los Presidentes, en Estados Unidos, en el horario de las 4 p. m., con repeticiones a las 5, 6, 7 y 11 p. m. En Canadá, se entregó a MuchMusic una copia dentro de un bloque de hielo de 900 libras, similar a la promoción realizada cuando salió a la venta comercialmente; una vez que se logró retirar del bloque, Bill Welychka del canal declaró que estaría entre los más elegidos para las siguientes dos semanas. Existen también otras dos versiones: una edición club y la remezcla de Stereo MC's, una de las cuales presenta imágenes agregadas de rayos. Con una apariencia azulada monocromática de principio a fin, el original presenta a Madonna como un personaje gótico etéreo y melancólico o una «bruja vampírica», que explora el lado «más oscuro del amor». Posteriormente, figuró en los recopilatorios The Video Collection 93:99 (1999) y Celebration: The Video Collection (2009), así como en The Work of Director Chris Cunningham (2003), de la serie de DVD Directors Label.
Inicia con la cámara que se desliza por un suelo desértico, agrietado y desecado, y luego aparece con el cabello negro azabache, tendida en el suelo con un vestido negro de aspecto medieval y sus manos cubiertas de tatuajes de alheña y el símbolo Om en una de sus palmas. Lentamente gesticula y eleva sus brazos hacia el cielo y ruega de manera desesperada al amante citado en la canción. En un momento, cae hacia atrás y, al golpear el suelo, se transforma en una bandada de cuervos grandes y oscuros; en otra toma, con su vestido suelto arrastrado por el viento, se convierte en un perro negro. Durante gran parte del vídeo, se la ve retorciendo una capa ondeante alrededor de su cuerpo, con movimientos lentos y sensuales. Conforme avanza, aparecen tres Madonnas —cada una con el mismo vestido negro— que caminan y gatean en medio del desierto árido y estéril. El cielo se oscurece y una de ellas levita como una bruja mientras el vestido sopla violentamente. A continuación, su forma cambia a un líquido negro brillante que se esparce por el suelo del desierto y luego es absorbido por las manos de otra Madonna, que permanece acurrucada. La toma final la muestra con expresión «desesperada y melancólica».

### Recepción y reconocimientos
Jim Glauner de MTV aseguró que presentó un lado «sobrio y contemplativo» de Madonna que revelaba un «misticismo maduro», y añadió que desde la primera escena, el espectador descubre «que esto no es "Holiday" (1983)». Christopher G. Feldman de The Billboard Book of Number Two Singles (2000) describió la imagen como «escalofriante», pero «peculiar»; Rikky Rooksby, que lo calificó de «memorable», consideró su estilo como «gótico»; y Francesco Falconi distinguió las referencias místicas e inspiraciones en la cábala. Lucy O'Brien realzó la figura de «diosa gótica» como una de sus imágenes «más poderosas». Eduardo Viñuela, uno de los editores de Bitch She's Madonna: La reina del pop en la cultura contemporánea (2018), aseguró que se había convertido en icono de la cultura popular de los años 1990 y que el producto final «mereció la pena». Asimismo, subrayó que el éxito del clip impulsó en gran parte el «liderazgo» de Cunnigham como director. El equipo de redacción de Rolling Stone lo ubicó en el decimoséptimo puesto de los veinte vídeos más destacados de la artista y añadió que a pesar de las frustraciones durante el rodaje, «surgió visualmente impresionante». En una encuesta realizada por Billboard en el 54.º cumpleaños de la cantante, «Frozen» fue el tercero de sus diez vídeos más notables; como reseña, Jessica Letkemann declaró que transmitía «perfectamente la angustia desoladora de la canción». Louis Virtel de Logo lo colocó en el quinto lugar de su lista y lo calificó como «peculiar y llamativo». De Idolator, Mike Nied lo ubicó en la sexta posición y recalcó que «un desierto nunca se ha sentido más helado».
Figuró en el octavo lugar del conteo elaborado por Samuel R. Murrian de Parade, quien apreció los efectos especiales y añadió que «desde Terminator 2 hasta Titanic, los mediados y finales de la década de 1990 fueron una época dorada para los efectos especiales. La imagen generada por computadora era completamente nueva y solo se usaba con moderación, cuando era absolutamente necesario, a menudo con un efecto impresionante. Tal es el caso de los efectos en "Frozen", que hicieron que Madonna cambiara de forma en el suelo del desierto». El sitio Director File, que también lo reconoció como uno de los más relevantes de su carrera, recalcó que «transformó» su imagen pública y marcó el comienzo de una nueva era de la «Madonna espiritual». No obstante, afirmó que, aunque algunos de los efectos en sí eran «excelentes», carecían de composición. En una reseña variada, Tamara Ikenberg de Los Angeles Times declaró que los movimientos «extraños y fluidos, que se supone que parecen espirituales, en realidad parecen voguing en cámara lenta». Ignacio D'Amore y Mariano López cuestionaron si eran necesarias las apariciones de las tres Madonnas, las transformaciones y los tatuajes de alheña. Juan Sanguino de Vanity Fair fue más crítico y dijo que «lo que [a ella] se le da fenomenal es apropiarse culturalmente de todo lo que ve cuando está de vacaciones. La cábala, el esoterismo, los tatuajes de henna y, en definitiva, lo que los americanos engloban como "culturas orientales" como si hubiese un país llamado Oriente. [...] El videoclip es la adaptación visual de tu compañera de trabajo que se fue a la India para "encontrarse a sí misma"».
«Frozen» finalizó como el vídeo más transmitido de 1998 en MTV Europa. En la 15.ª entrega de los MTV Video Music Awards, ganó el premio a mejores efectos especiales, otorgado para Murgatroyd, Williams, Hiam y Walsham. En los MVPA Awards de 1999 también ganó en dicha categoría y fue nominado a mejor peinado (Savic), maquillaje (Gair), cinematografía (Khondji) y dirección (Cunningham), mientras que en la ceremonia de los Music Week CAD Awards de ese mismo año, estuvo entre los candidatos a mejor vídeo dance, edición (Knight) y efectos especiales. Fue reconocido como vídeo internacional del año en los Porin Awards de Croacia y quedó en quinto lugar dentro de los finalistas en la misma categoría de los premios Gaffa de Dinamarca. Con respecto a que el clip ganara o estuviera nominado en varias premiaciones a mejores efectos especiales, Cunningham dijo al London Times: «Dios sabe por qué. Los efectos son una maldita estupidez. Si no estoy contento con algo y gana un premio, eso me dice que los demás no ven las cosas como yo».

### Temas y análisis
El sociólogo alemán Matthias Groß argumentó que era interesante verlo como un sueño en el que, por la técnica de la perspectiva central, Madonna representa el papel de una bruja o una deidad desconocida. Concluyó que los espectadores tienen el control de su visión y de la situación en general, pero que al mismo tiempo se les transmite la impresión de seguir una representación realista de una mera mujer melancólica en el desierto. Según Fouz-Hernández y Jarman-Ivens, las nuevas presentaciones estéticas de Madonna tanto en el vídeo de «Frozen» como en el de «Ray of Light» —el siguiente sencillo— despertaron «instantáneamente» el interés de la crítica y el público. Según ellos, fue el primer indicio de su «nuevo camino espiritual y artístico» y que las imágenes «misteriosas e inquietantes» la retrataban como «un ángel de la muerte» que llama a los espectadores, opinión que coincidieron Allen Metz y Carol Benson, autores de The Madonna Companion: Two Decades of Commentary (1999). Además, Hernández e Ivens notaron que su estilo esotérico ofrecía un vínculo sutil con el movimiento new age, a pesar de que nunca haya adoptado explícitamente el género del mismo nombre en su obra. En otra observación, declararon que presentaba un lado más «oscuro» de la sexualidad, con sus tonos azules y negros y los ritmos mecánicos, y mientras sus primeros vídeos «contrastaban a la cantante blanca con otros grupos étnicos, como negros, hispanos y asiáticos orientales», en otros comenzó gradualmente a «emular» a mujeres de países no occidentales como en «Frozen», donde da vida a una «deidad hindú». Daryl Easlea y Eddi Fiegel, en Madonna: Blond Ambition (2012), concluyeron que entre «Frozen» y «Ray of Light» existía una dualidad que representaban los dos lados de su personalidad, el yin y yang.
Henry Keazor y Thorsten Wübbena, escritores de Rewind, Play, Fast Forward: The Past, Present and Future of the Music Video (2010), sostuvieron que los grandes paneles de tela que se juntan y enrollan a su alrededor «adquieren una calidad de movimiento independiente aún más obvia», lo que oscila entre un «estado estable y fluido». De acuerdo con Lucy O'Brien, la obra de Madonna puede dividirse en tres fases: «Doncella», «Madre» y «Bruja», siendo este último «el más oculto profundamente [y] el más difícil de entender». La autora observó que exploró brevemente el arquetipo de Bruja en «Frozen», donde volaba por el cielo como una «bruja fantasmal». Carol Clerk del libro Madonna Style (2012) opinó que, en general, todos los vídeos de Ray of Light no habían sido «consistentemente esclarecedores». En este sentido, subrayó que en los «misteriosos páramos» de «Frozen», Madonna, con su cabello y ropa negras y sus atmósferas «poderosas e inquietantes», busca el estilo por encima de la sustancia, la oscuridad sobre la luz. No obstante, notó que al menos insinuó desarrollos personales con sus manos pintadas con alheña. Al vídeo se le atribuye que el fenómeno de la feminidad inspirada en el sur de Asia se volviera tendencia en los medios de comunicación occidentales. Laurent Poret en La mujer Madonna: una ambición inquebrantable (2019) resume que, aunque «no inició los accesorios de moda hindú, la belleza atrajo la atención del público para [luego] atraer la atención de los medios de comunicación del mundo». De esta manera, lo que comenzó como un interés personal condujo a un seguimiento público y, por lo tanto, a «ideales hegemónicos» dentro de la cultura popular estadounidense.

## Presentaciones en vivo

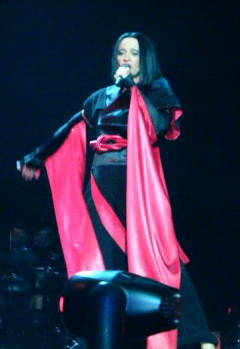
Madonna vestida de geisha mientras canta «Frozen» en el Drowned World Tour (2001)

Antes del lanzamiento de Ray of Light, Madonna apareció en algunos programas de televisión y eventos para promocionar el álbum. La primera presentación en vivo de «Frozen» ocurrió el 21 de febrero de 1998 durante el programa The National Lottery Show de la BBC One. Tres días después, la cantó en la 48.ª edición del Festival de la Canción de San Remo, en Italia, donde lució un vestido negro, tatuajes de alheña y el cabello rubio ceniza y rizado. Carol Clerk expresó que su imagen «fríamente glamorosa» representó su estilo «más abiertamente gótico hasta la fecha». El 27 y 28 de ese mes, se presentó en los programas de televisión Les Années tubes de Francia y Wetten, dass..? de Alemania, respectivamente. Tras la publicación del disco, el canal español Telecinco emitió el Especial Madonna el 6 de marzo, donde concedió una entrevista a la actriz y presentadora Belinda Washington y posteriormente interpretó el tema. Pocos días después, volvió a presentarlo en el programa The Rosie O'Donnell Show en Nueva York, además de ofrecer una entrevista y enseñar a la conductora algunos conceptos básicos del yoga. El 27 de abril, hizo una aparición sin previo aviso en el concierto benéfico Rock for the Rainforest, realizado en el Carnegie Hall de Nueva York; lo interpretó con un vestido de la marca Versace y acompañada del East Harlem Violin Project. Jon Pareles de The New York Times destacó los acordes «tristes» y las líneas «casi árabes» e indicó que durante la actuación, «Madonna se había convertido en el equivalente estadounidense de Björk». Cerca del final del evento, se puso un sombrero de vaquero y se unió a varios artistas para interpretar «With a Little Help from My Friends» (1967) y «Twist and Shout» (1961) de The Beatles.
«Frozen» formó parte del repertorio de cuatro giras mundiales de Madonna: Drowned World (2001), Re-Invention (2004), Sticky & Sweet (2009) y Madame X (2019-2020). En la primera, daba inicio al segundo segmento del espectáculo titulado Geisha Girl, con temática japonesa. Después de que el vídeo interludio de «Paradise (Not For Me)» (2000) finalizaba, aparecía en el escenario representando una figura kabuki, con una peluca negra corta, un kimono del mismo color —diseñado por Jean-Paul Gaultier— y una manga roja de cincuenta y dos pies de largo —veintiséis de cada lado—. A medida que la canción avanzaba, se soltaba poco a poco de las mangas y realizaba junto con sus bailarines movimientos de karate sincronizados por todo el escenario, mientras otro bailarín personificado como samurái aparecía a la mitad de la actuación en una plataforma elevada sobre la cantante. Las pantallas de fondo mostraban siluetas de árboles en llamas contra nubes de color rojo intenso. Alex Magno, coreógrafo de la gira, confirmó que preparar toda la actuación solo llevó dos días. Como reseñas, Ethan Brown de la revista New York lo citó como uno de los «pocos momentos visualmente impresionantes» del concierto. De manera similar, Janet Cienfuegos O. de El Diario de Hoy resaltó las «hermosas coreografías» que «no dejan desprender los ojos del escenario». John McAlley de Entertainment Weekly señaló que en números como «Frozen», la artista «reinventa de manera impresionante su material más emocionalmente problemático y vulnerable». La presentación apareció en el VHS/DVD Drowned World Tour 2001, filmado el 26 de agosto en The Palace of Auburn Hills, en Míchigan.

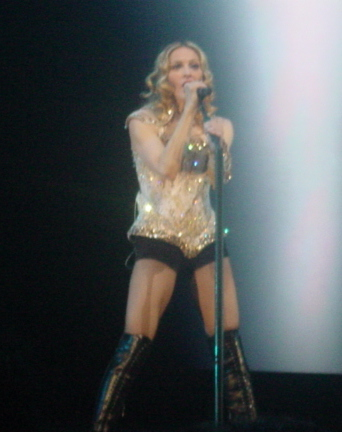
Madonna cantando «Frozen» durante uno de los conciertos de la gira Re-Invention World Tour (2004)

En el Re-Invention World Tour de 2004, fue la tercera canción del concierto y la última del acto inicial, titulado Barroco francés-María Antonieta. Precedida por «Nobody Knows Me», perteneciente a su noveno álbum de estudio American Life (2003), presentó «Frozen» sola en medio del escenario, con un atuendo diseñado por Christian Lacroix e inspirado en el siglo XIX, que consistía en pantalones cortos, botas negras y un corsé de raso pintado con hojas de oro y realzado con bordados. El escenario estaba rodeado de hielo seco, a la vez que las pantallas de fondo mostraban a una pareja andrógina casi desnuda con los cuerpos entrelazados y luchando bajo el agua. Neva Chonin del San Francisco Chronicle aprobó la presentación como una de las mejores del concierto porque Madonna «prescindió de la teatralidad». De manera similar, Joan Anderman del Boston Globe escribió: «Hace unos años, la idea de Madonna sola frente a un micrófono cantando "Frozen" habría sido dudosa, [pero] anoche comandó su espectáculo y su música con igual claridad». Por el contrario, Elizabeth Chorney-Booth de Chart Attack sintió que «Ray of Light» habría sido mejor opción, y Sal Cinquemani de Slant concluyó que «nunca» debería realizar actuaciones así. Para la portada del álbum en vivo I'm Going to Tell You a Secret (2006) se utilizó una imagen de esta actuación.
En 2009, cantó una remezcla house y «bailable» en los conciertos de la segunda etapa del Sticky & Sweet Tour, donde reemplazó a la versión rock de «Hung Up» (2005). Figuró en el último segmento de la gira, antes de «Ray of Light» y después de «Like a Prayer» (1989), e incorporó samples de «I'm Not Alone» (2009) del DJ escocés Calvin Harris y «Open Your Heart» (1986) de la propia Madonna. En su reseña al concierto de Barcelona, Jordi Bianciotto del diario Córdoba opinó que esta remezcla carecía de «la majestuosidad original». Las pantallas exhibían imágenes inéditas del vídeo dirigido por Cunningham. Pese a que no estuvo en el repertorio principal, interpretó una versión acústica en los espectáculos de Detroit y San José durante la gira Rebel Heart Tour (2015-2016).
En el Madame X Tour de 2019-2020, presentó el tema sola en el escenario e iluminada por una única luz blanca detrás de una pantalla, donde se proyectaba un vídeo en blanco y negro ―dirigido por el dúo Luigi & Iango― de su hija Lourdes ejecutando una «danza interpretativa» con la palabra «Mom» tatuada en los nudillos. El coreógrafo Damien Jalet planeó el número como un pas de deux entre Madonna y su hija; explicó: «A lo largo de la canción, Lola evoluciona desde una postura estática y cerrada hacia movimientos libres alrededor de su madre. [...] Las dos, en cierto modo, son como un espejo de la otra». Jalet recalcó que la coreografía fue un homenaje a una de las «madres artísticas» de la cantante, la bailarina Martha Graham. La presentación obtuvo reseñas positivas: Kelli Skye Fadroski de Los Angeles Daily News declaró que, por momentos, la cantante y las imágenes de su hija «se intercambiaban dulcemente», mientras que, para Ilana Kaplan de Variety, fue «sin lugar a dudas el momento más sorprendente de la noche». Rob Sheffield de Rolling Stone lo llamó un «momento maravillosamente simple», que demostró que «a pesar de su amor por los excesos teatrales, ella es una cantante antes que cualquier otra cosa».

## Versiones y uso en los medios
Una de las primeras versiones fue grabada por Jeff Scott Soto con su banda Talisman en diciembre de 1998 para su quinto álbum de estudio Truth. Un crítico de Melodic Rock la llamó «excelente, con todos los coros y los teclados de acompañamiento intactos». Otros artistas interpretaron la canción para álbumes homenaje, como es el caso del grupo británico Gene Loves Jezebel, que apareció en Virgin Voices: A Tribute to Madonna, Vol. 1 de 1999, A Tribute to Madonna: Virgin Voices de 2003 y Tribute to Madonna: Like a Virgin de 2005. The Material Girl: A Tribute to Madonna, puesto a la venta en noviembre de 2000, contó con la participación de catorce bandas de música alternativa e independiente, entre ellas la versión de More Beer; Al Campbell de Allmusic comentó que era una de las que «más llamaban la atención» en el material. En 2001, la agrupación polaca de metal Thy Disease la grabó para su primer álbum de estudio Devilsh Act of Creation, y la banda alemana de electro-industrial Girls Under Glass la incluyó en el EP Frozen, puesto a la venta por el sello Van Richter Records. En junio del año siguiente, el trío francés-neerlandés Mad'House versionó el tema para su primer y único disco, Absolutely Mad.
Según Embo Blake de la revista Hybrid, la banda oriunda de Los Ángeles Doom Kounty Electric Chair ofreció una interpretación de «rock muy oscura» en el material The Immaculate Deception: A Tribute to the Music Of Madonna (2004). Brook Barros la grabó para el disco homenaje The Music of Madonna en octubre de 2005, y en julio de 2008 Melissa Totten, cantante estadounidense e imitadora, realizó una versión para el álbum doble Forever Madonna, publicado por Rumour Records. Era la primera canción del material y una remezcla titulada «Klubkidz House Party Mix» figuró en el segundo volumen. La banda de rock italiana Absinth Effect la grabó para su disco debut de 2009, mientras que la húngara-serbia Nevergreen lo hizo para su material Új Birodalom. Al año siguiente, el grupo alemán Gregorian interpretó el tema para Dark Side of the Chant y apareció como pista de fondo en el episodio «The Power of Madonna», perteneciente a la primera temporada de la serie de televisión estadounidense Glee.
En mayo de 2013, el concursante Olympe la cantó en la segunda temporada del concurso de talentos francés The Voice. Durante la actuación, estuvo sentado en un trono de hielo, frente a un acuario de pared; recibió elogios de su entrenadora Jenifer y le permitió llegar a la semifinal del programa. Jérôme Vermelin del sitio Metronews dijo: «Sin piano, pero en un escenario espectacular, el joven cantante pasa del bajo al agudo con una facilidad desconcertante. ¿Y ese estilo? ¿La mezcla de grandeza y pura sinceridad? Aunque la fórmula pueda parecer repetitiva, es difícil no dejarse cautivar». En mayo de 2014, Tori Amos interpretó una versión «evocadora» de «Frozen» en el Concertgebouw de Ámsterdam, en Países Bajos, como parte de la gira promocional de su álbum Unrepentant Geraldines. En diciembre de 2016, Labrinth presentó, acompañado del coro Harlem Boys and Girls', un mash up de «Frozen» y «Like a Prayer» en la ceremonia de los Billboard Women in Music, donde Madonna fue reconocida con el premio a Mujer del año. En 2019, se usó en el primer episodio de la segunda temporada de la serie de Netflix She's Gotta Have It.

## Acusación de plagio

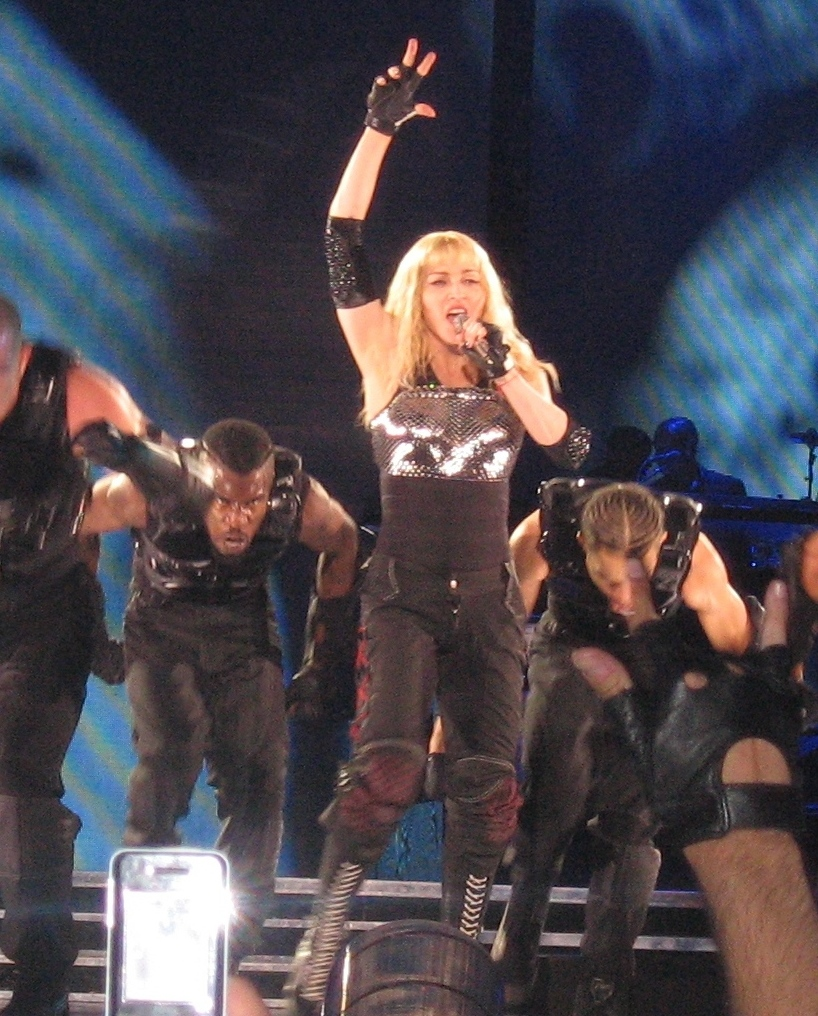
Madonna cantando una remezcla de «Frozen» en el Sticky & Sweet Tour (2009). Cuando la gira se presentó en la ciudad belga de Werchter, interpretó el tema pese a que seguía prohibido en el país tras el juicio de noviembre de 2005

En noviembre de 2005, un juez belga de Mons dictaminó que los primeros cuatro compases de «Ma vie fout le camp», compuesta por Salvatore Acquaviva, fueron copiados y usados cinco veces en «Frozen». El músico explicó al tribunal que la cantante había escuchado «Ma vie fout l'camp» a finales de la década de 1970 durante un viaje a Mouscron, donde la habían contratado para ser bailarina en una gira con el músico francés Patrick Hernández, cuyos discos fueron producidos en Mouscron. La defensa consideró «infundadas» las pruebas presentadas por Acquaviva y garantizó que ella nunca estuvo en Mouscron, además de reclamar una indemnización de 25 000 € por «procedimiento vejatorio y temerario». Sin embargo, el juez, que reconoció el carácter «original» del trabajo de Acquaviva, concluyó que existían similitudes entre ambos temas y que no eran fruto de la casualidad, sino «voluntarias». Por consiguiente, ordenó retirar del mercado las ventas de todos los discos restantes del sencillo, así como de Ray of Light, y prohibió que se transmitiera en la televisión y radio belgas. Además, solicitó a Warner Music, EMI y Sony acatar el fallo y enviar por carta rogatoria una copia del proceso a varios distribuidores y medios del país en un plazo de quince días, bajo pena de una multa de entre 100 000 a 125 000 € en caso de incumplimiento de la orden judicial. El abogado de Acquaviva, Victor-Vincent Dehin, comentó que habían tratado de llegar a un acuerdo «amistoso», pero procedió con la demanda tras no obtener ninguna respuesta de las compañías ni de Madonna en ese momento. Asimismo, declaró que la demanda era solo el «primer paso» y la siguiente discusión sería sobre las ganancias de derechos de autor que Madonna obtuvo y negociar un acuerdo de compensación, aunque señaló que estaba dispuesto a regresar a los tribunales si las empresas rechazaban su reclamo. No se establecieron daños y perjuicios.
Cuando el recopilatorio Celebration salió a la venta en septiembre de 2009, «Frozen» no se incluyó en las ediciones belgas. No obstante, dos meses antes Madonna había interpretado el tema en Werchter durante el Sticky & Sweet Tour; si bien legalmente el concierto podía detenerse tan pronto empezara la canción, Acquaviva declaró que no tomaría ninguna medida: «Si a los fanáticos les gusta escucharla, no se los negaré. Solo sería bueno si obtuviera algo de dinero por ello». En diciembre de 2013, el tribunal de apelación de Mons reabrió la causa luego de que el equipo de la artista interpusiera un recurso contra la sentencia, en el que se alegaba que la solicitud del compositor de prohibir la canción en el país no tenía fundamento y el hecho de que si escuchó «Ma vie fout l’camp» en Mouscron no se basaba en ninguna evidencia seria. Finalmente, en febrero de 2014, el tribunal de apelación de Mons derogó el veredicto sobre el caso y proclamó que Madonna no había cometido plagio al trabajo de Acquaviva. El tribunal habló de un «nuevo delito capital» en el expediente: el compositor Edouard Scotto Di Suoccio y las sociedades Tabata Atoll Music and Music de París también habían presentado una denuncia por plagio en París. Según ellos, tanto «Ma vie fout le camp» como «Frozen» se originaron a partir de «Blood Night», que compuso en 1983. Después de que se compararan las tres pistas en el caso, la decisión final fue que no «eran lo suficientemente "originales" para afirmar» que se había producido algún plagio, lo que puso fin a la prohibición de ocho años en Bélgica vigente desde 2005.

## Lista de canciones y formatos
| CD / 7" / casete |                   |          |  |
| N.º              | Título            | Duración |  |
| 1.               | «Frozen»          | 6:12     |  |
| 2.               | «Shanti/Ashtangi» | 4:29     |  |

| Maxi CD / 12" |                              |          |  |
| N.º           | Título                       | Duración |  |
| 1.            | «Frozen»                     | 6:12     |  |
| 2.            | «Frozen» (Stereo MCs Remix)  | 5:45     |  |
| 3.            | «Frozen» (Extended Club Mix) | 11:17    |  |
| 4.            | «Frozen» (Meltdown Mix)      | 8:09     |  |

| 12" |                              |          |  |
| N.º | Título                       | Duración |  |
| 1.  | «Frozen» (Extended Club Mix) | 11:17    |  |
| 2.  | «Frozen» (Stereo MCs Remix)  | 5:45     |  |
| 3.  | «Frozen» (Meltdown Mix)      | 8:10     |  |

| CD / Maxi CD |                              |          |  |
| N.º          | Título                       | Duración |  |
| 1.           | «Frozen»                     | 6:11     |  |
| 2.           | «Frozen» (Stereo MCs Remix)  | 5:45     |  |
| 3.           | «Frozen» (Meltdown Mix)      | 8:10     |  |
| 4.           | «Frozen» (Extended Club Mix) | 11:17    |  |
| 5.           | «Frozen» (Widescreen Mix)    | 6:33     |  |

| Descarga digital |                                        |          |  |
| N.º              | Título                                 | Duración |  |
| 1.               | «Frozen»                               | 6:07     |  |
| 2.               | «Frozen» (Stereo MCs Remix)            | 5:49     |  |
| 3.               | «Frozen» (Extended Club Mix)           | 11:21    |  |
| 4.               | «Frozen» (Meltdown Mix – Long Version) | 8:13     |  |
| 5.               | «Frozen» (Widescreen Mix)              | 6:32     |  |
| 6.               | «Frozen» (Edit)                        | 5:08     |  |
| 7.               | «Frozen» (Stereo MC’s Remix Edit)      | 4:53     |  |
| 8.               | «Frozen» (Extended Club Mix Edit)      | 4:37     |  |
| 9.               | «Frozen» (William Orbit Drumapella)    | 5:15     |  |
| 10.              | «Frozen» (Victor Calderone Drumapella) | 5:10     |  |

| Descarga digital - Fireboy DML Remix |                              |          |  |
| N.º                                  | Título                       | Duración |  |
| 1.                                   | «Frozen» (Fireboy DML Remix) | 2:13     |  |

## Posicionamiento en listas
| País (Lista 1998)                               | Posición más alta |
| ----------------------------------------------- | ----------------- |
| Alemania (Offizielle Deutsche Charts)           | 2                 |
| Australia (ARIA)                                | 5                 |
| Austria (Ö3 Austria Top 40)                     | 2                 |
| Bélgica Flandes (Ultratop Singles)              | 3                 |
| Bélgica Flandes (Ultratop Dance)                | 10                |
| Bélgica Valonia (Ultratop Singles)              | 2                 |
| Canadá (RPM Top 100 Tracks)                     | 2                 |
| Canadá (RPM Adult Contemporary)                 | 3                 |
| Canadá (RPM Dance)                              | 17                |
| Canadá (Soundscan)                              | 2                 |
| Costa Rica Hitparade (El Siglo de Torreón)      | 1                 |
| Dinamarca (IFPI Dinamarca)                      | 4                 |
| Escocia (Scottish Singles Chart)                | 1                 |
| España (AFYVE)                                  | 1                 |
| Estados Unidos (Billboard Hot 100)              | 2                 |
| Estados Unidos (Adult Contemporary)             | 8                 |
| Estados Unidos (Adult Pop Songs)                | 9                 |
| Estados Unidos (Dance Club Songs)               | 1                 |
| Estados Unidos (Dance Maxi-Singles Sales)       | 2                 |
| Estados Unidos (Hot 100 Airplay)                | 7                 |
| Estados Unidos (Hot 100 Singles Sales)          | 10                |
| Estados Unidos (Pop Songs)                      | 4                 |
| Estados Unidos (Rhythmic)                       | 15                |
| Estados Unidos (Gavin Top 40)                   | 2                 |
| Estados Unidos (Gavin Adult Contemporary)       | 4                 |
| Estados Unidos (Gavin Hot A/C)                  | 5                 |
| Estados Unidos (R&R CHR/Pop)                    | 4                 |
| Estados Unidos (R&R Adult Contemporary)         | 8                 |
| Estados Unidos (R&R CHR/Rhythmic)               | 17                |
| Estados Unidos (R&R Hot/AC)                     | 9                 |
| Europa (Eurochart Hot 100 Singles)              | 2                 |
| Europa (European Dance Traxx)                   | 1                 |
| Europa (European Radio Top 50)                  | 1                 |
| Finlandia (Suomen virallinen lista)             | 1                 |
| Francia (SNEP)                                  | 2                 |
| Grecia (IFPI Greece)                            | 1                 |
| Honduras Hitparade (El Siglo de Torreón)        | 1                 |
| Hungría (Mahasz)                                | 1                 |
| Irlanda (IRMA)                                  | 4                 |
| Islandia (Íslenski Listinn Topp 40)             | 11                |
| Italia (Musica e dischi)                        | 1                 |
| Noruega (VG-lista)                              | 2                 |
| Nueva Zelanda (Recorded Music NZ)               | 5                 |
| Países Bajos (Top 40)                           | 2                 |
| Países Bajos (Single Top 100)                   | 2                 |
| Polonia (LP3)                                   | 1                 |
| Reino Unido (UK Dance Chart)                    | 3                 |
| Reino Unido (UK Singles Chart)                  | 1                 |
| Suecia (Sverigetopplistan)                      | 2                 |
| Suiza (Schweizer Hitparade)                     | 2                 |
| Taiwán (IFPI)                                   | 2                 |
| País (Lista 2010)                               | Posición más alta |
| Estados Unidos (Dance/Electronic Digital Songs) | 41                |
| País (Lista 2020)                               | Posición más alta |
| Ucrania (Tophit)                                | 36                |

| País (Lista 1998)                         | Posición |
| ----------------------------------------- | -------- |
| Alemania (Offizielle Deutsche Charts)     | 12       |
| Australia (ARIA)                          | 44       |
| Austria (Ö3 Austria Top 40)               | 15       |
| Bélgica Flandes (Ultratop)                | 18       |
| Bélgica Valonia (Ultratop)                | 15       |
| Canadá (RPM Top 100 Tracks)               | 15       |
| Canadá (RPM Adult Contemporary)           | 12       |
| Estados Unidos (Billboard Hot 100)        | 32       |
| Estados Unidos (Adult Contemporary)       | 26       |
| Estados Unidos (Adult Top 40)             | 43       |
| Estados Unidos (Hot 100 Airplay)          | 37       |
| Estados Unidos (Hot 100 Singles Sales)    | 48       |
| Estados Unidos (Dance Club Songs)         | 5        |
| Estados Unidos (Dance Maxi-Singles Sales) | 8        |
| Estados Unidos (Pop Songs)                | 37       |
| Estados Unidos (Rhythmic)                 | 76       |
| Estados Unidos (Gavin Top 40)             | 23       |
| Estados Unidos (Gavin Adult Contemporary) | 20       |
| Estados Unidos (Gavin Hot A/C)            | 36       |
| Estados Unidos (R&R CHR/Pop)              | 39       |
| Estados Unidos (R&R Adult Contemporary)   | 29       |
| Estados Unidos (R&R CHR/Rhythmic)         | 89       |
| Estados Unidos (R&R Hot/AC)               | 47       |
| Europa (Eurochart Hot 100 Singles)        | 5        |
| Europa (European Radio Top 50)            | 3        |
| Francia (SNEP)                            | 15       |
| Islandia (Íslenski Listinn Topp 40)       | 54       |
| Italia (Hit Parade Italia)                | 7        |
| Noruega (VG-lista)                        | 8        |
| Países Bajos (Top 40)                     | 16       |
| Países Bajos (Single Top 100)             | 14       |
| Reino Unido (UK Singles Chart)            | 25       |
| Suecia (Sverigetopplistan)                | 26       |
| Suiza (Schweizer Hitparade)               | 6        |

## Certificaciones
| País (organismo certificador)         | Certificación | Unidades certificadas/ Ventas |
| ------------------------------------- | ------------- | ----------------------------- |
| Alemania (BVMI)                       | Platino       | 500 000                       |
| Australia (ARIA)                      | Oro           | 35 000                        |
| Austria (IFPI Austria)                | Oro           | 25 000                        |
| Bélgica (BEA)                         | Platino       | 40 000                        |
| Estados Unidos (RIAA)                 | Oro           | 600 000                       |
| Francia (SNEP)                        | Oro           | 469 000                       |
| Italia (FIMI) ventas a partir de 2009 | Oro           | 50 000                        |
| Noruega (IFPI Noruega)                | Platino       | Desconocido                   |
| Países Bajos (NVPI)                   | Oro           | 50 000                        |
| Reino Unido (BPI)                     | Platino       | 600 000/ 602 200              |
| Suecia (GLF)                          | Oro           | 15 000                        |
| Suiza (IFPI Suiza)                    | Oro           | 25 000                        |

## Créditos y personal

### Dirección
- Grabación en Larrabee Studios North (Universal City, California).
- Masterización en Sterling Sound Studios (Nueva York).

### Personal
- Madonna: voz, composición, producción
- Patrick Leonard: composición, producción, arreglos adicionales
- William Orbit: producción
- Marius de Vries: teclado y programación adicional
- Craig Armstrong: arreglo de cuerdas
- Pat McCarthy: ingeniería
- David Reitzas: ingeniería
- Jon Englesby: ingeniería
- Mark Endard: ingeniería
- Matt Silva: ingeniería
- Ted Jensen: masterización
- Mario Testino: fotografía
- Kevin Reagan: diseño, dirección artística

Créditos adaptados de las notas del álbum Ray of Light.